# Natalie Bassingthwaighte
Natalie Bassingthwaighte, née le 1er septembre 1975 à Wollongong en Nouvelle-Galles du Sud (Australie), est une actrice et chanteuse australienne.

## Biographie
Elle a joué le rôle de Izzy Holyland dans le feuilleton télévisé australien Les Voisins de 2003 à 2007. De 2004 à 2008 elle a été également la chanteuse principale du groupe australien, Rogue Traders.  En 2009 Bassingthwaighte lance son premier album solo, 1000 Stars.
Entre 2008 et 2010 elle anime So You Think You Can Dance en Australie. 
Entre 2011 et 2014 elle est jurée de The X Factor en Australie. 
En 2015 elle est jurée dans The X Factor en Nouvelle-Zélande. 
En 2017 elle participe à I'm a Celebrity… Get Me Out of Here! en Australie. Elle reste les 46 jours dans la jungle d'Afrique du sud, et termine 3e lors de la finale.

## Cinématographie sélective
- 2004 : Natalie Wood : Le Prix de la gloire téléfilm de Peter Bogdanovich : Marion Marshall
- 2003 - 2007 : Les Voisins (feuilleton télévisé) - 89 épisodes : Isabelle 'Izzy' Hoyland
- 2002 : Croisière à haut risque (Counterstrike) téléfilm de Jerry London : Kelly Kellogg
- 1999 : Hartley, cœurs à vif (Heartbreak High) – Épisode #6.15 (TV série) : Young Girl Singer